# Dani srpske kulture
Dani srpske kulture su manifestacija u organizaciji Srpskog kulturnog društva "Prosvjeta" na kojoj se prezentiraju recentna kulturna postignuća iz Srbije. Dok su na danima zastupljena ostvarenja Srba iz Hrvatske, fokus je na kulturnoj razmjeni između Hrvatske i Srbije i na ponudi kulturnih sadržaja iz Srbije široj publici u Hrvatskoj. Manifestacija se redovito održava jednom godišnje od 2006. Do 2018. manifestacija je bila ograničena na grad Zagreb, da bi zatim bila proširena i na Rijeku i Opatiju. Manifestacija sličnog naziva organizira se i u Istri.

## Festivali

### 2019.
Na Danima srpske kulture 2019. godine organizirano je 13 različitih manifestacija i priredbi održanih u Zagrebu, Rijeci i Krnjaku. Manifestacija je zatvorena koncertom Big Band Radiotelevizije Srbije, održanim 2. studenog u punoj dvorani Hrvatskog glazbenog zavoda. Dani su po prvi put bili povezani s manifestacijom Dani kulture Srba istočne Slavonije, Baranje i zapadnog Srema.

### 2020.
Pandemija koronavirusa u Hrvatskoj 2020. dovela je u pitanje organizaciju Dana srpske kulture 2020. koji su zbog mjera opreza i prilagodbe novim uvjetima preseljeni na online Zoom platformu. Kao datumi manifestacije određeni su dani između 14. i 18. prosinca.

## Vanjske poveznice
- Službena stranica